# 路易吉·韦洛蒂
路易吉·韦洛蒂（義大利語：Luigi Velotti，20世纪—），意大利男子赛艇运动员。他曾代表意大利参加1988年世界赛艇锦标赛，获得男子轻量级八人单桨有舵手金牌。